# Vale Thorens
Vale Thorens é uma estância de esqui situada no comuna francesa de Saint-Martin-de-Belleville na Saboia, a partir de 1 815 m de altitude e integrada no que é considerado o maior domínio esquiável do mundo com mais de 600 km de pistas de esqui; Les Trois Vallées.
A aldeia situa-se a 1 815 m de altitude mas sobe-se até os 2 300 m próximo de Albertville. A estação propriamente dita comporta 69 pistas pretas, oito vermelhas, 27 azuis e oito verdes.

## História
Vale Thorens foi aberta ao público em 1971 e onde a circulação só é permitida para acesso, mas o estacionamento é proibido nas ruas.
Na estação encontra-se a actual maior pista de luge do mundo com 6 km de comprimento e um desnível de 700 m.